# Raionul Ventspils
Ventspils este un raion în Letonia.